# Saint-Hilarion
Saint-Hilarion is een gemeente in het Franse departement Yvelines (regio Île-de-France) en telt 799 inwoners (1999). De plaats maakt deel uit van het arrondissement Rambouillet.

## Geografie
De oppervlakte van Saint-Hilarion bedraagt 13,9 km², de bevolkingsdichtheid is 57,5 inwoners per km².
De onderstaande kaart toont de ligging van Saint-Hilarion met de belangrijkste infrastructuur en aangrenzende gemeenten.

## Demografie
Onderstaande figuur toont het verloop van het inwonertal (bron: INSEE-tellingen).